# Lingua abazina
La lingua abazina o abaza (nome nativo: in cirillico Абаза бызшва, in latino Abaza byzšwa; in russo aбазинский язык?, abazinskij jazyk) è una lingua del Caucaso, parlata da circa 45 000 persone appartenenti all'etnia abazina nella repubblica russa della Circassia e nella regione turca del Mar Nero.
Molto probabilmente, è una lingua caucasica, appartenente al sottogruppo delle settentrionali e strettamente imparentata all'abcaso. Si tratta di una lingua ergativo-assolutiva, che segue la tipologia linguistica Soggetto Oggetto Verbo. I 35 000 abazini di Russia impiegano l'alfabeto cirillico, i restanti 10 000 di Turchia quello latino. L'abazino possiede 63 fonemi consonantici e 2 vocalici.
I linguisti che hanno effettuato degli studi sull'abazino sono stati W. S. Allen, Brian O'Herin e John Colarusso.

## Alfabeto attuale
| А а     | Б б   | В в     | Г г     | Гв гв   | Гъ гъ   | Гъв гъв | Гъь гъь |
| Гь гь   | ГӀ гӀ | ГӀв гӀв | Д д     | Дж дж   | Джв джв | Джь джь | Дз дз   |
| Е е     | Ё ё   | Ж ж     | Жв жв   | Жь жь   | З з     | И и     | Й й     |
| К к     | Кв кв | Къ къ   | Къв къв | Къь къь | Кь кь   | КӀ кӀ   | КӀв кӀв |
| КӀь кӀь | Л л   | Ль ль   | М м     | Н н     | О о     | П п     | ПӀ пӀ   |
| Р р     | С с   | Т т     | Тл тл   | Тш тш   | ТӀ тӀ   | У у     | Ф ф     |
| Х х     | Хв хв | Хь хь   | ХӀ хӀ   | ХӀв хӀв | Ц ц     | ЦӀ цӀ   | Ч ч     |
| Чв чв   | ЧӀ чӀ | ЧӀв чӀв | Ш ш     | ШӀ шӀ   | Шв шв   | Щ щ     | Ъ ъ     |
| Ы ы     | Ь ь   | Э э     | Ю ю     | Я я     |         |         |         |